# Runes Order
Runes Order is/was een muziekgroep uit Genua, Italië. Runes Order kent/kende maar één centraal lid Claudio Dondo. De band begon in 1988 onder de naam Order 1968, maar wijzigde haar naam in 1992 in Runes Order, naar het woord rune. Dondo had al eerder met bandjes samengewerkt, maar kwam in dat jaar met de muziekcassette The dream door. De muziek kan omschreven worden als donkere elektronische muziek, af en toe gelijkend op het werk van Tangerine Dream, maar dan wel de sombere nummers van die band. Runes Order paste daarmee in het sombere wereldbeeld van de jaren ’80, die bands opleverde als The Cure en meer in Italië Ain Soph.
Runes Order moest net als andere bandjes binnen de elektronische muziek beginnen met het uitbrengen van muziek op cassettes. Destijds was dat medium het redmiddel voor beginnende bands met lage productiekosten en het kunnen leveren van 1 exemplaar tegelijkertijd. Muziek van Runes Order is altijd moeilijk verkrijgbaar geweest, men moest vaak uitwijken naar gespecialiseerde postorderwinkels (er was nog geen internet) in het buitenland. Een aantal kreeg ook maar een beperkte oplage (30 of 60 stuks). Sinds 2004 is het stil geworden rond de band, er is wel een site, maar ook die vermeldde na 2005 geen nieuwe zaken meer rondom de band.

## Discografie
- 1988: Order 1968: Misantropia (cassetterelease en cd-r)
- 1991: Order 1968: Tears in the snow ((cassetterelease en cd-r)
- 1991: Order 1968: Misoginia e decadenza (cassetterelease)
- 1992: Order 1968: Il giardino delle rune (cassetterelease)
- 1992: Runes Order: The dream door (cassetterelease)
- 1993: Runes Order: The age of corruption and gold (cassetterelease)
- 1993: Runes Order: No future (cassetterelease en cd-r)
- 1993: Runes Order: Electronic winter landscape (cassetterelease)
- maart 1994: Runes Order: La seduzione del silenzio (cassetterelease)
- mei 1994: Runes Order: Dawn of the new past (cassetterelease)
- juli 1994: Runes Order: Winter
- februaru 1995: Runes order: The land of silence
- februari 1995: Runes Order: Velvet sky en Murders (cassetterelease)
- maart 1995: Runes Order: 1991-1994: A time for hate en Room 39 (cassetterelease)
- april 1995: Runes Order: I can see no reason to live, but hate (cassetterelease)
- 1996: Runes Order: Odisseum
- 1997: Runes Order: Dark millennium (cassetterelease)
- 1998: Runes Order: Waiting forever
- 1999: Runes Order: 1988-2022
- 2000: Runes Order: Black odal symphony
- 2001: Runes Order : Il sonno del sogno
- 2002: Runes Order : The art of scare and sorrow
- maart 2004: Runes Order: Delirio 68-34-9 (live 2003/cd-r)
- maart 2004: Runes Order: The hopeless days
- 2005/2007: Runes Order: X: Final solution!

Officieus uit 1999: The will of runes